# 希特赖
希特赖（法語：Chitray，法語發音：[ʃitʁɛ]）是法国安德尔省的一个市镇，位于该省西南部，属于勒布朗区。

## 地理
希特赖（46°38'8"N, 1°21'32"E）面积19.94 平方千米，位于法国中央-卢瓦尔河谷大区安德尔省，该省份为法国中部省份，北起卢瓦-谢尔省，西北接安德尔-卢瓦尔省，西南接维埃纳省，南至克勒兹省和上维埃纳省，东临谢尔省。
与希特赖接壤的市镇（或旧市镇、城区）包括：锡龙、米涅、尼雷勒费龙、乌尔什、里瓦雷讷。

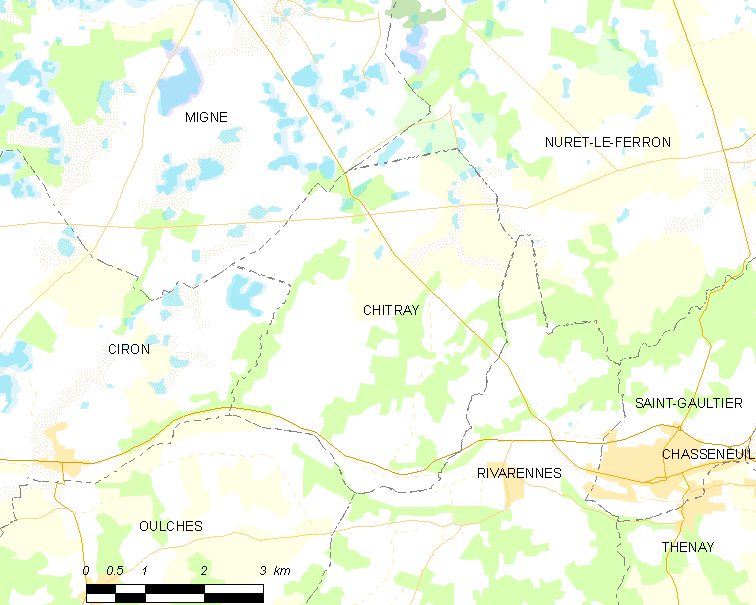
希特赖的OSM定位图

希特赖的时区为UTC+01:00、UTC+02:00（夏令时）。

## 行政
希特赖的邮政编码为36800，INSEE市镇编码为36051。

## 政治
希特赖所属的省级选区为圣戈捷县。

## 人口

1962-2008年间希特赖人口变化图示

希特赖于2022年1月1日时的人口数量为173人。